# Baltasar Álvarez
Baltasar Álvarez (Cervera del Rio Alhama, 15 de mayo de 1533-Belmonte, 25 de julio de 1580), fue un jesuita y místico español. 

## Biografía
Nació en Cervera del Río Alhama, obispado de Calahorra el 15 de mayo de 1533, de padres nobles, Antonio Álvarez y Catalina Manrique, y murió en Belmonte el 25 de julio de 1580.
Desde niño ya dio muestras de la devoción que había de tener de adulto y que ocuparían sus días; porque sus juegos y entretenimientos eran el de hacer cruces, altares y procesiones. Sus padres le criaron en la fe cristiana, haciéndole aprender las primeras letras y el latín en su mismo pueblo, posteriormente lo enviaron a la Universidad de Alcalá, donde se graduó de Maestro, y prosiguió otros dos años de Teología.
Cuando tenía solamente 18 años de edad, fue notorio su extraordinario hábito de oración y piedad, su inclinación inicial fue hacia los cartujos, debido al seguimiento de una vida de contemplación, pero finalmente y debido a la influencia ejercida por un familiar canónico en Calahorra, ingresó en la Compañía de Jesús en Alcalá, el 3 de mayo de 1555, quince años después de su fundación.
Fue mandado a Simancas en donde se encontraba el colegio de novicios, a donde solían acudir el padre Francisco de Borja y el padre Antonio de Araoz, que eran como dos ojos de la Compañía en España, y le encomendaron que los sirviese y con su modestia y fervor los edificase, y él su vez quedase prendido de la luz de tan insignes lumbreras.
No duro mucho tiempo su estancia en Simancas, porque cuando sus superiores vieron sus dotes lo enviaron a reanudar sus estudios a Burgos, en donde estuvo también poco tiempo, en el año de 1556 le enviaron al colegio de Ávila para que acabase los dos años de Teología que le faltaban en el convento de Santo Tomás, de los Padres Dominicos.
De esta forma el padre Baltasar Álvarez pudo ejercitar todos los oficios y ministerios que le encargaron, como fueron de Confesor, Maestro de novicios, Rector, Provincial, Visitador, gobernador y enderezandor de personas seglares y religiosas de la Compañía y fuera de ella.